# Edwin Baily
Edwin Baily, né en 1953 à Calais, est un réalisateur, producteur, scénariste, et directeur de la photographie français.

## Filmographie

### Cinéma
- 1981 :  Venise Carnaval , court-métrage
- 1992 : Faut-il aimer Mathilde ?

### Télévision

#### Téléfilms
- 1996 : D'amour et d'eau salée
- 1999 : Trois saisons (collection L'Histoire du samedi)
- 1999 : Le Record
- 2002 : La Vie comme elle vient
- 2002 : Toyota, analyse d'une décision, documentaire
- 2004 : La Classe du brevet
- 2007 : La vie sera belle
- 2010 : 4 garçons dans la nuit
- 2013 : Le Silence des églises[1]
- 2015 : Les Blessures de l'île

#### Séries télévisées
- 1999 : Maigret (1 épisode)
- 2001 : Psy d'urgence
- 2002 : Les Enquêtes d'Éloïse Rome (3 épisodes)
- 2004 : Le Miroir de l'eau, mini-série
- 2006 : Petits meurtres en famille, mini-série
- 2008 : Nicolas Le Floch (2 épisodes)
- 2011 : Le Repaire de la vouivre
- 2011 - 2016 : Deux flics sur les docks
- 2016 : L'Accident
- 2019 : Mongeville, épisodes Mauvaise Foi et Le Mâle des montagnes